# Prinçay
Prinçay település Franciaországban, Vienne megyében. Lakosainak száma 204 fő (2022. január 1.). Prinçay Berthegon, Dercé, Monts-sur-Guesnes, Nueil-sous-Faye, Saires és Sérigny községekkel határos.

## Népesség
A település népességének változása:
| Lakosok száma | 225  | 218  | 220  | 217  | 214  | 212  | 209  | 207  | 204  |
|               | 2013 | 2015 | 2016 | 2017 | 2018 | 2019 | 2020 | 2021 | 2022 |